# Stade Bauer
Pour les articles homonymes, voir Bauer.
Le stade Bauer, appelé stade de Saint-Ouen avant de prendre l'appellation officielle de stade de Paris entre 1922 et 2022, est un stade de football inauguré en 1909 et situé près de la porte de Clignancourt sur la commune de Saint-Ouen-sur-Seine (Seine-Saint-Denis) en proche banlieue parisienne. Le club francilien du Red Star en est le résident depuis son inauguration. Le stade est ancré dans un quartier de Saint-Ouen, entouré d'immeubles dont certains sont proches, tel l’immeuble Planète Z. Les zones maraîchères initiales ont disparu avec l'urbanisation grandissante en région parisienne. Ce terrain permet depuis des années d'entretenir une proximité à la fois géographique et sociale avec la population de banlieue nord, et de faciliter l’intégration des adolescents de la ville, voire pour les plus talentueux de les faire accéder à l’équipe de jeunes du Red Star.
Devenu stade municipal de la commune audonienne, il est rebaptisé officiellement stade Bauer après la Seconde Guerre mondiale en référence à un résistant local du même nom, le docteur Jean-Claude Bauer (1910-1942) arrêté par la police française puis fusillé. Des rénovations sont menées à bien à plusieurs reprises et une évolution du quartier est toujours en cours dans les années 2020, menée par l'agence d’architecture SCAU et le promoteur immobilier Réalités, incluant et finançant la rénovation et l'agrandissement des tribunes du stade.
Ce stade Bauer borde le célèbre marché aux puces de Saint-Ouen.

## Histoire

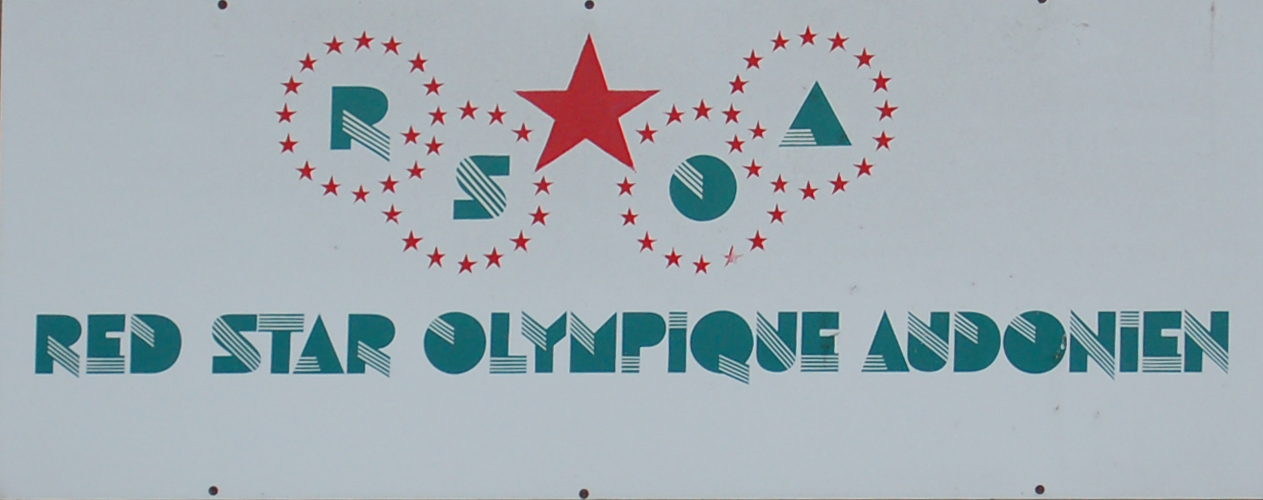
Panneau Red Star sur la façade du stade Bauer à Saint-Ouen.

L'enceinte est inaugurée le 24 octobre 1909 à l'occasion d'un match amical Red Star - Old Westminsters (club amateur londonien). 
Elle devient cette même année le stade du Red Star, qui s'est précédemment entraîné à  Meudon, puis dans Paris (où les espaces s'y prêtant se raréfient progressivement). Ce club du Red Star accueille également quelques matchs de l'équipe de France A évoluant habituellement au Parc des Princes et au stade de Colombes, autres principaux stades autour de Paris avant la Première Guerre mondiale.
En 1922, il est agrandi pour accueillir les rencontres de football lors des Jeux olympiques d'été de 1924 à Paris.

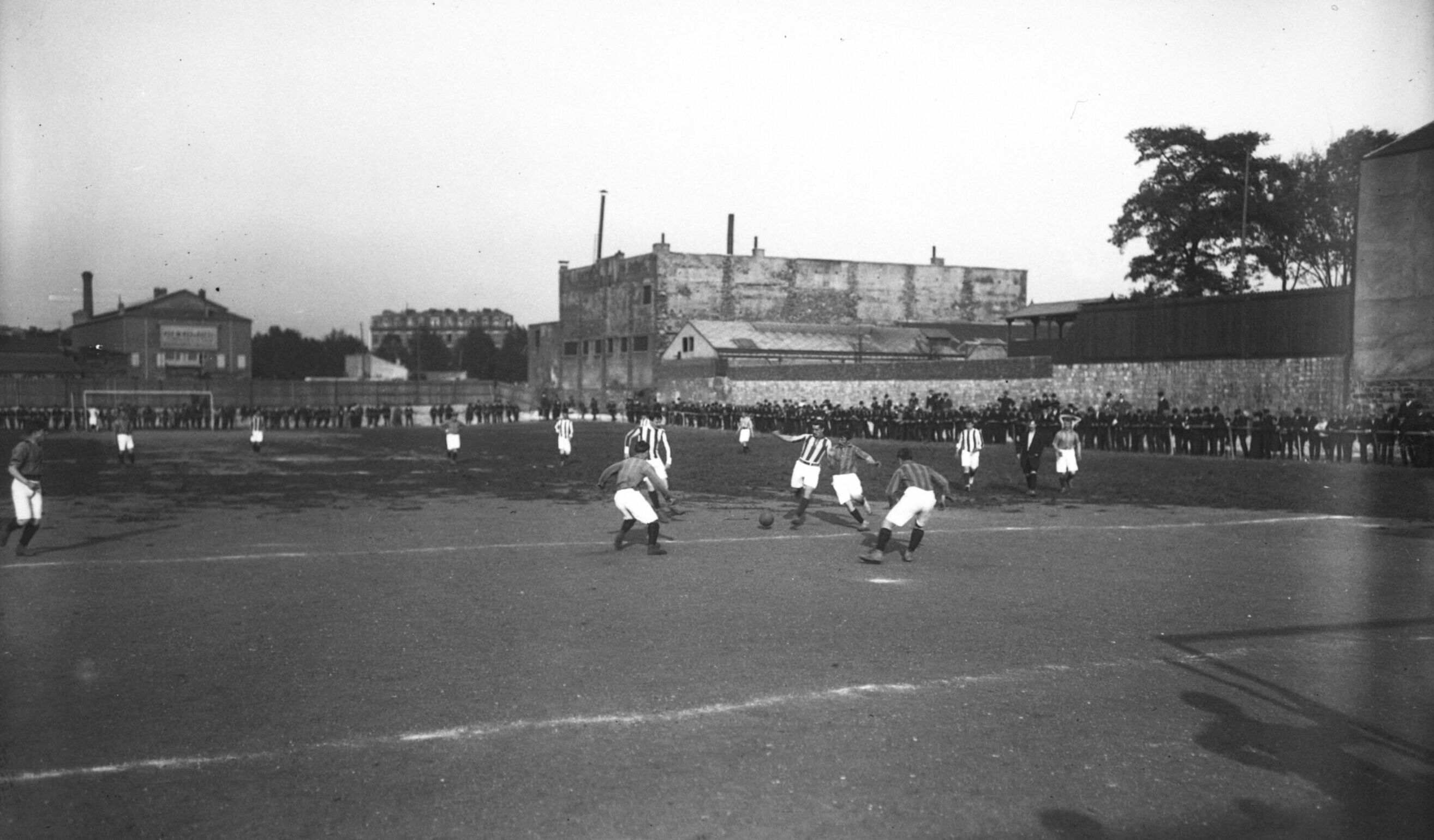
Le Red Star affrontant le CA Vitry, son voisin du sud de la capitale, le 22 septembre 1912 au stade de Paris à Saint-Ouen.
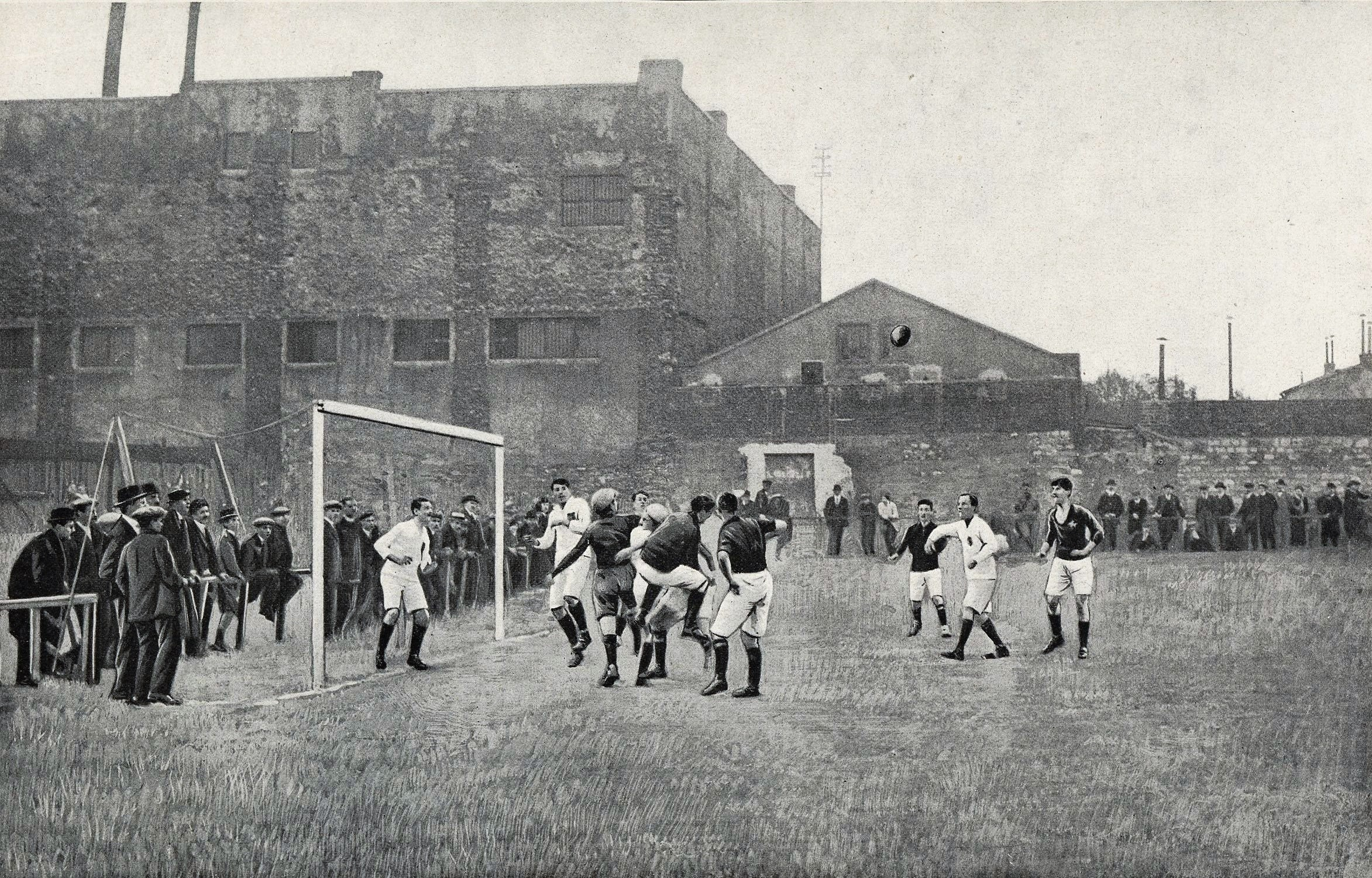
Le stade de Saint-Ouen lors de la finale de la Coupe de France de football entre l'Olympique de Paris-Pantin et l'Étoile des Deux Lacs de Paris en 1916.
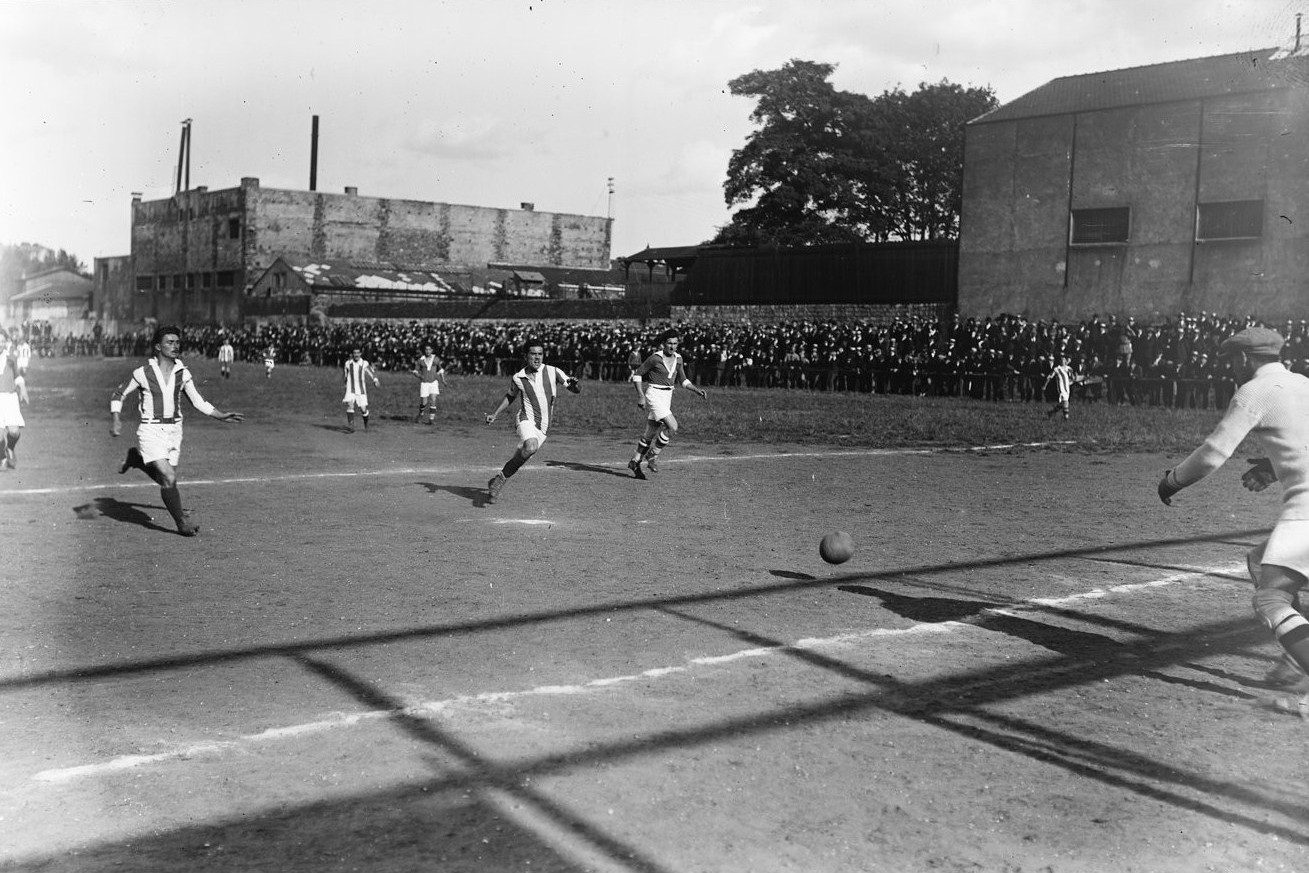
Match entre l'Olympique de Paris-Pantin et le Red Star, le 9 septembre 1920 au stade de Paris.
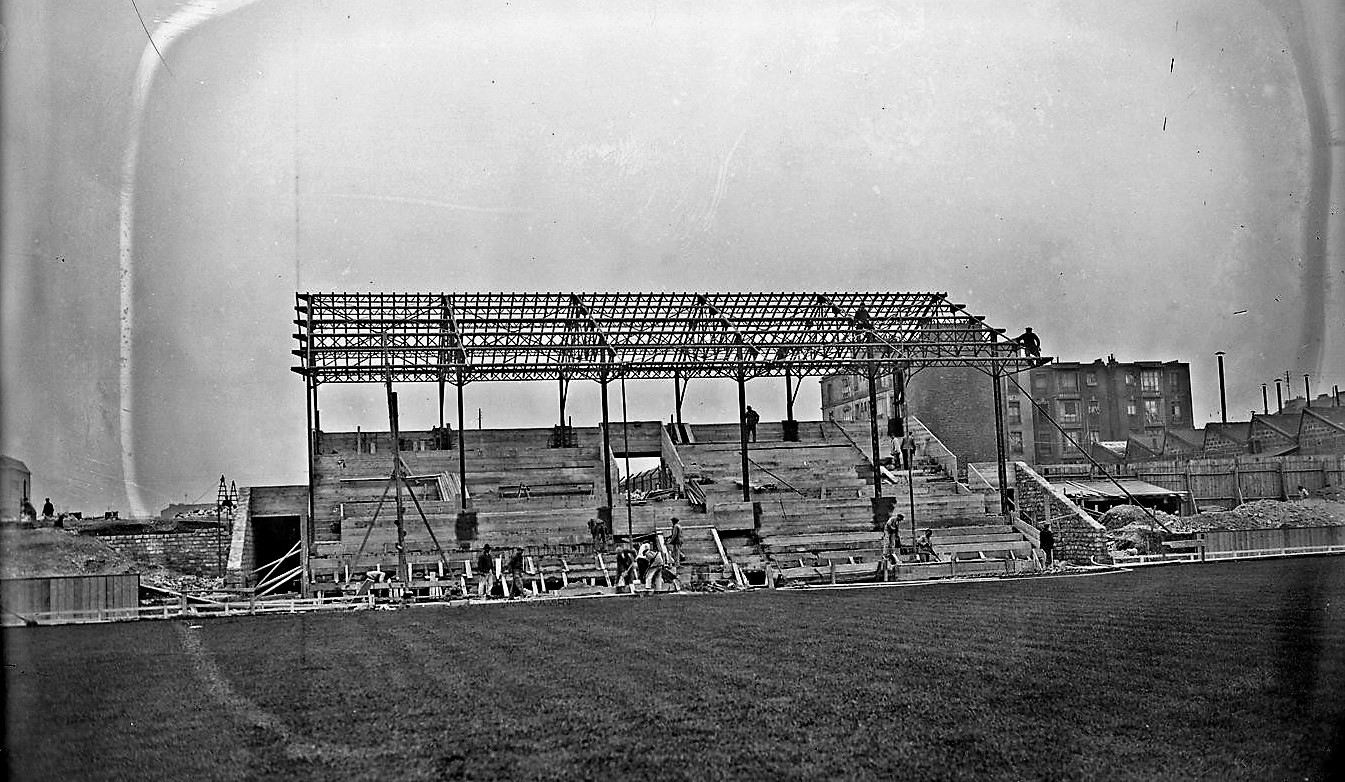
Agrandissement du stade du Red Star et construction de la nouvelle tribune d'honneur sur le côté ouest du stade de Paris à Saint-Ouen le 17 octobre 1922, appelée aujourd'hui tribune « Rino Della Negra ».
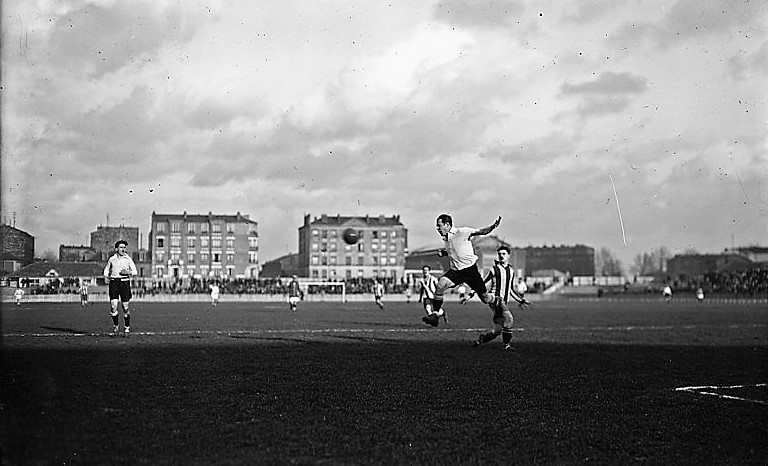
Rencontre de football et derby parisien entre le Red Star et le Racing CF au stade de Paris à Saint-Ouen, le 31 décembre 1922.
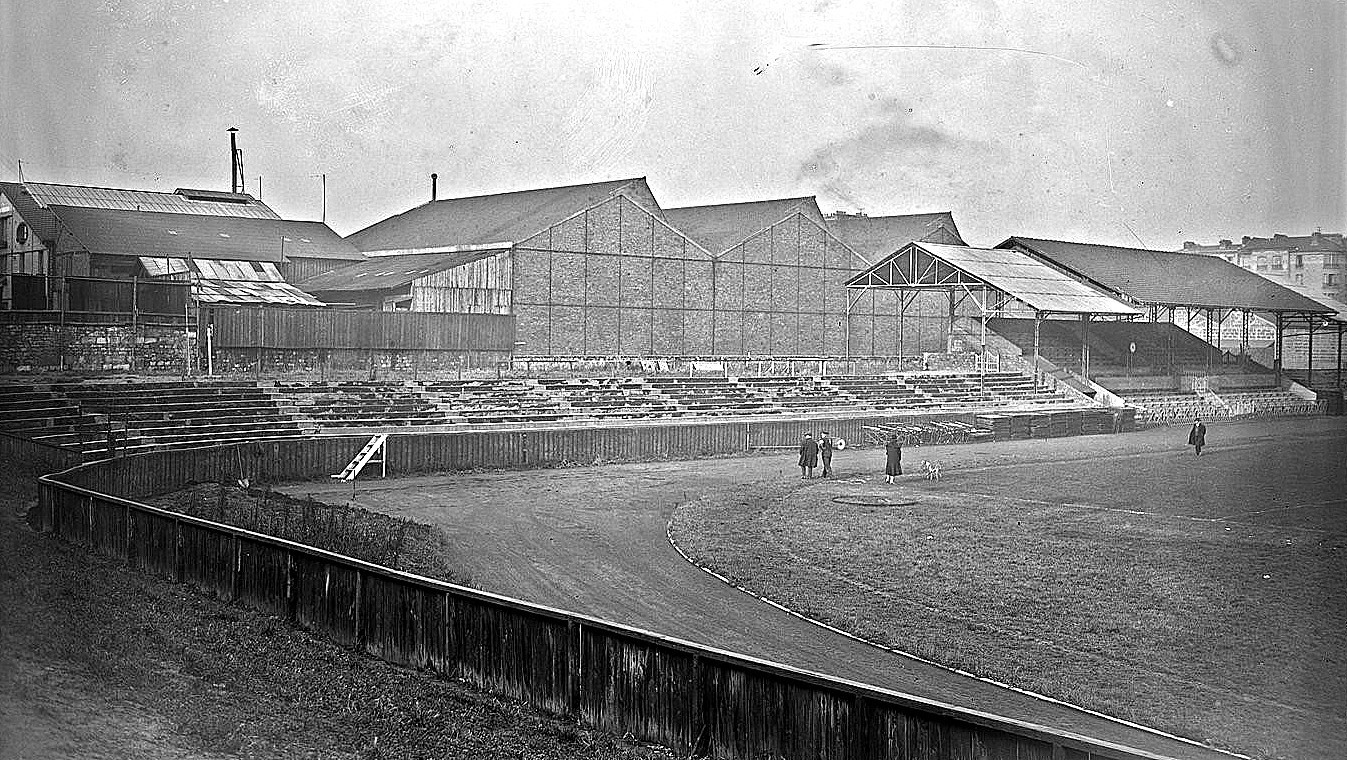
Vue générale du stade Bauer à Saint-Ouen le 16 novembre 1927.

Ce stade devient le stade municipal de la commune audonienne en 1930. Après la Seconde Guerre mondiale, il est rebaptisé stade Bauer, en référence au médecin juif communiste et résistant local du même nom, le docteur Jean-Claude Bauer (1910-1942), arrêté par la police française puis fusillé, qui a donné son nom à l'ancienne rue de la Chapelle bordant le stade.
De 1945 à 1950, il accueille chaque saison, les matches de 2 clubs en division 1, les équipes parisiennes du Red Star et du Stade Français.
Il est à nouveau rénové en 1947 avec la construction de deux nouvelles tribunes latérales portant sa capacité à 23 000 spectateurs.
Accessoirement, le stade accueille du rugby à XIII autour des années 1950, avec le Celtic de Paris qui disputait alors le Championnat de France de Division Nationale, et même un test match France-Nouvelle-Zélande en 1961. En 1965, l'éclairage et une vraie tribune de presse sont installés. En 1971-1972, il accueille à nouveau les matchs de 2 clubs parisiens en division 1 : le Red Star et le PSG, tout juste créé, puisque le Parc des Princes est alors encore en reconstruction.
En 1975, le stade est doté d'une nouvelle tribune Nord de 7 500 places derrière les buts alors que l'autre bout du stade, côté sud, est dévolu à la construction d'un immeuble d'habitation à la forme triangulaire. Cette tribune souffre à l'occasion de la grande tempête de décembre 1999 (toit arraché).

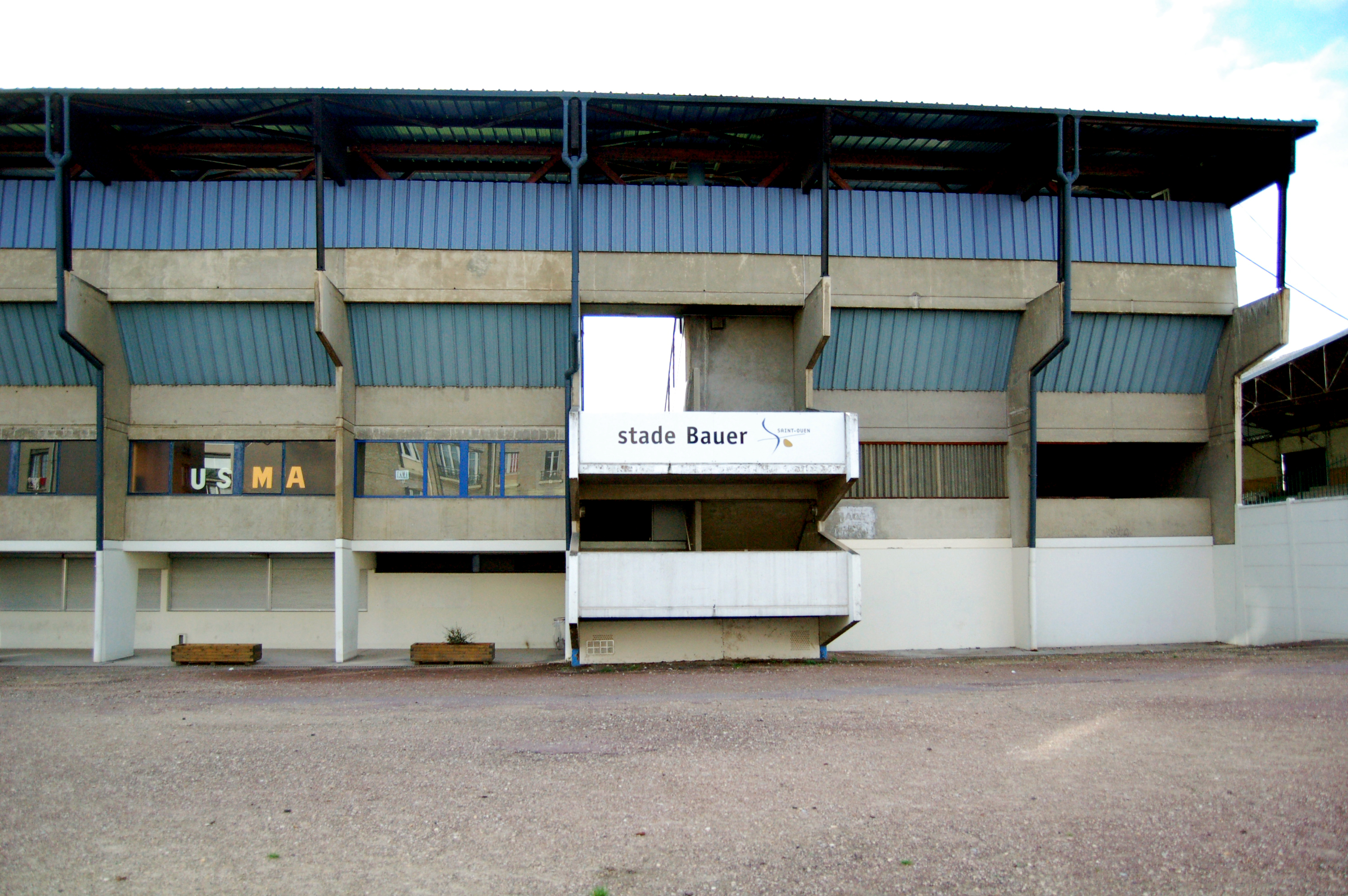
Façade du stade Bauer avec sa tribune « Nord » construite en 1975 depuis l'ancienne rue de la Chapelle, actuelle rue du Docteur Bauer, située au nord du stade.

Déclaré non conforme, le stade n'accueille plus de matchs publics. Sa rénovation devient dès lors urgente. Elle intervient en 2002 mais les aménagements réalisés n'ont rien à voir avec le projet de stade moderne évoqué jusque-là. En septembre 2006, la situation devient critique avec l'effondrement de morceaux de béton, creusant des trous dans la tribune.
Principalement stade du Red Star, il accueille des matchs de l'équipe de France de football espoirs et quelques matchs internationaux amicaux dont un Brésil - Andorre préparatoire de la Coupe du monde de football en 1998.

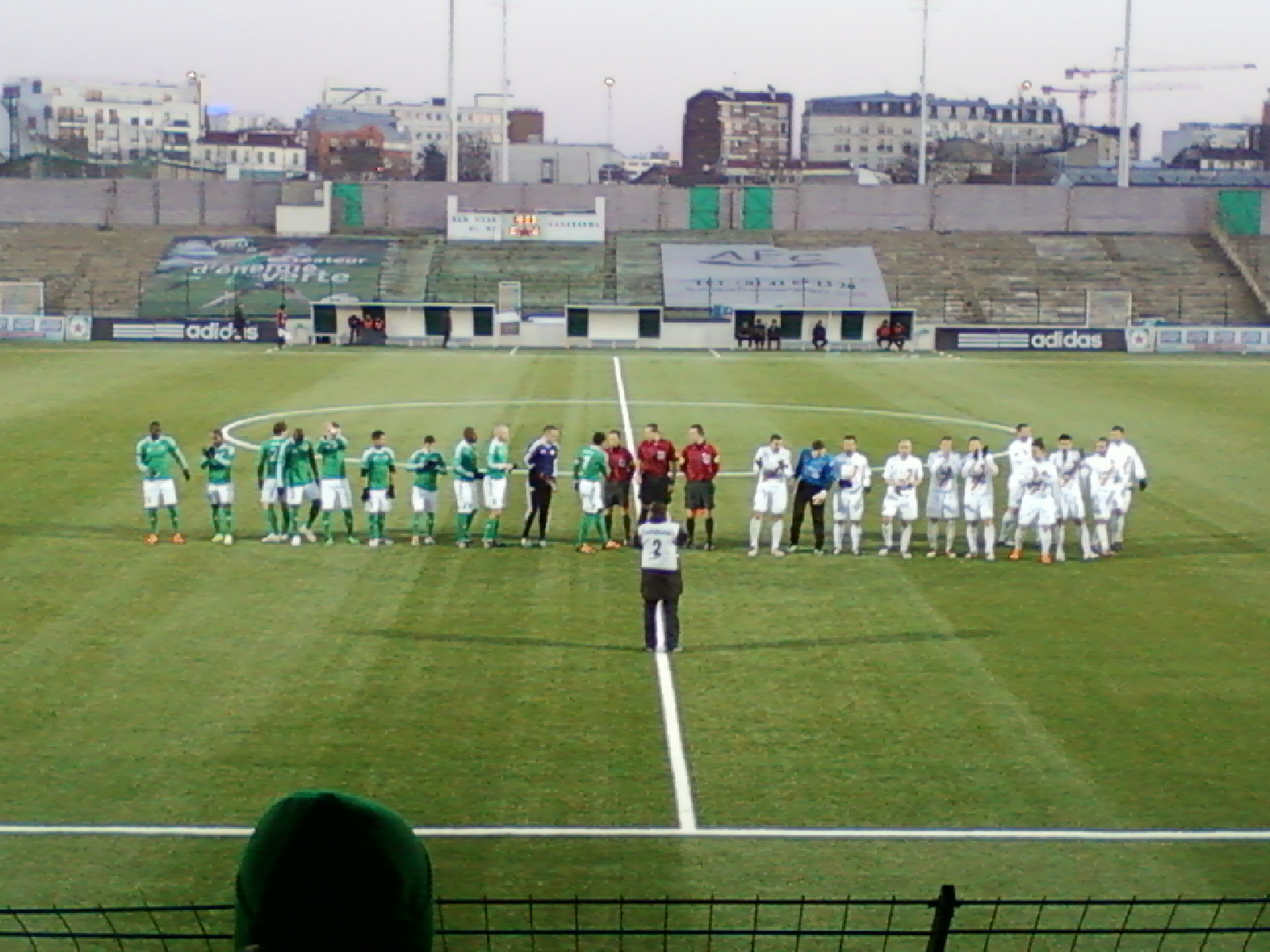
Un match du Red Star, ici en maillot vert, au stade Bauer en 2011 avec vue sur la tribune « Est », fermée pour cause de vétusté.

À l'issue de la dernière journée de la saison 2010-2011, la pelouse du stade Bauer est retirée et remplacée par un terrain synthétique sur lequel se dérouleront les matches à domicile et les entraînements. Cette décision a surtout été motivée par le nombre considérable d'entraînements que la pelouse devait subir pendant la semaine, en raison des très nombreuses équipes de jeunes du Red Star. Cependant, cette surface a été critiquée par les observateurs, qui ont pointé l'incompatibilité entre le style de jeu physique de l'équipe et le terrain synthétique, incompatibilité qui a entraîné un début de saison 2011-2012 catastrophique pour l'équipe première. Le club s'est même senti obligé de publier un communiqué sur son site internet afin de justifier (mollement) son choix en invoquant notamment la volonté d'Athos Bandini, entraîneur de l'époque, d'accélérer le jeu.
En 2014, sa capacité admise par les autorités est de 2 999 places où, seule, la tribune d'honneur Ouest "Rino Della Negra" est ouverte mais l'enceinte est potentiellement capable d'accueillir 7000 à 10 000 spectateurs avec ses tribunes "Est" et "Nord",.

## Continuité des travaux de rénovation auXXIesiècle
En raison de la vétusté du stade Bauer et de l’absence de travaux pendant plusieurs décennies, le stade n’est pas apte à accueillir des matchs de Ligue 2 et de Ligue 1. Le stade Bauer est donc placé au cœur d'un débat opposant les partisans de sa rénovation, d'une part, et les soutiens d'une délocalisation du club vers une nouvelle enceinte, jugée mieux adaptée aux exigences du « football moderne », d'autre part. Des discussions et des atermoiements autour du Stade Bauer qui ont duré plus de vingt ans.
En 1997, Jean-Claude Bras, Président du Red Star de 1978 à 2001 souhaite que le Red Star aille jouer au Stade de France. Plus tard, Patrice Haddad, qui reprend le club en 2008 défend d’abord le projet de nouveau stade, porté par la maire de la ville Jacqueline Rouillon pour l'horizon 2018-2025 et situé sur les Docks de Saint-Ouen. Les défenseurs du stade Bauer ont, eux, engagé des études de faisabilité indépendantes sur la possibilité d'une rénovation du stade (compatibilité avec le tissu urbain, exigences de sécurité...) et ont tenté d'intégrer la question du stade Bauer dans le débat local (auprès des riverains, de la municipalité et des associations de quartier).
Depuis 2012, le club défend toujours l’idée d’un projet privé pour sortir de l’impasse. Après le changement de municipalité et l’échec du projet de stade des Docks, la direction se recentre alors sur le stade Bauer et propose un modèle économique différent, proche du modèle du stade de Neuchâtel.

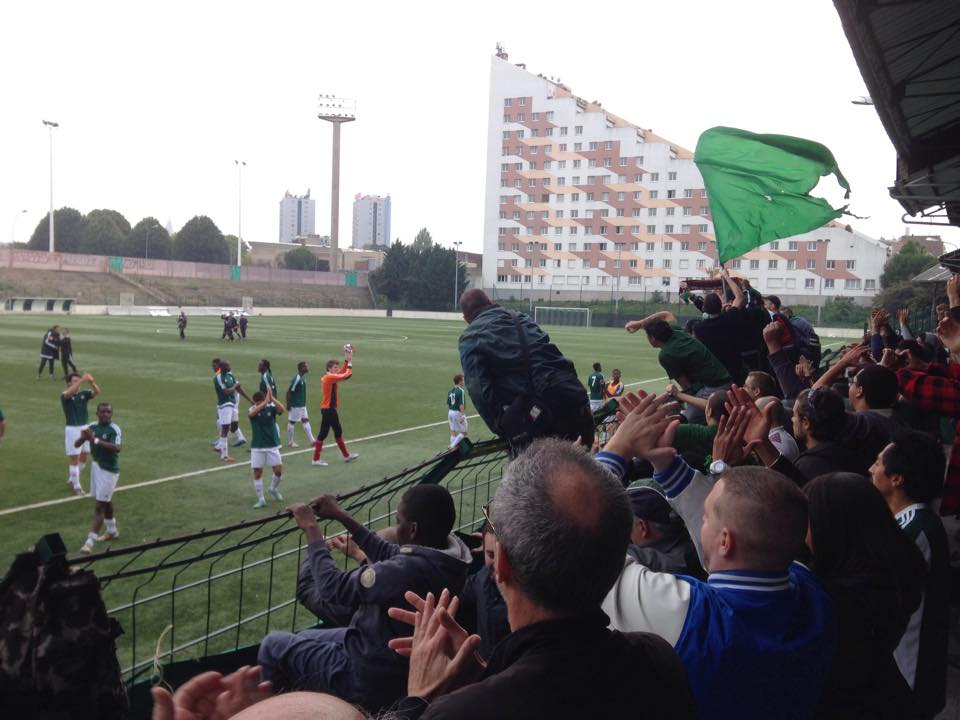
Supporters dans la tribune d'honneur Ouest dite tribune « Rino Della Negra » en 2015.

Propriétaire du stade, la mairie de Saint-Ouen confirme en juillet 2013 le lancement d'une étude urbaine à propos de la rénovation du stade. En mai 2015, alors que le Red Star est promu en Ligue 2, plusieurs options de rénovation sont présentées. Le stade n'étant pas aux normes, le club est cependant obligé pendant la saison 2015-2016 de jouer au Stade Pierre-Brisson à Beauvais, en attendant des travaux de mise aux normes du stade Bauer, fief historique du club. En mars 2016, aucune décision n'est encore prise, de sorte qu'un retour du club en 2017, comme initialement prévu, paraît déjà impossible. À partir de la rentrée 2016, le club joue ses matchs à domicile à Paris, au stade Jean-Bouin. Le club retourne à Saint-Ouen l'année suivante, après sa relégation en National ; le projet de rénovation reste à l'ordre du jour.
En mai 2018, à l’issue d’une saison de National au stade Bauer et alors que la question du stade n’est pas réglée, un accord politique est trouvé entre le club, la région, le département et la mairie pour lancer la reconstruction complète du stade et la cession du terrain par la mairie suivant le modèle défendu par le club. Un communiqué du principal groupe de supporters vient saluer cette avancée.
Quelques semaines plus tard, en juin 2018, le Stade Bauer intègre la seconde édition de l’appel à projet de la Métropole du Grand Paris. Le cahier des charges retenu est conforme au modèle proposé par le club.
Fin juillet 2018, de nombreuses candidatures sont déposées pour le stade Bauer. Le 19 juin 2019, le Groupe Réalités est désigné par la Métropole du Grand Paris pour la reconstruction du stade Bauer prévue pour 2023. La mairie de Saint-Ouen, propriétaire du stade, refuse la vente du terrain au groupe Réalités pour discuter avec l’un des perdants de l’appel du projet.
Le 23 octobre 2020, la nouvelle municipalité relance le dossier. Le groupe immobilier Réalités, lauréat du concours de la Métropole du Grand Paris et de nouveau missionné pour l'opération. Ce dernier s'engage également financièrement en entrant dans le capital du Red Star.

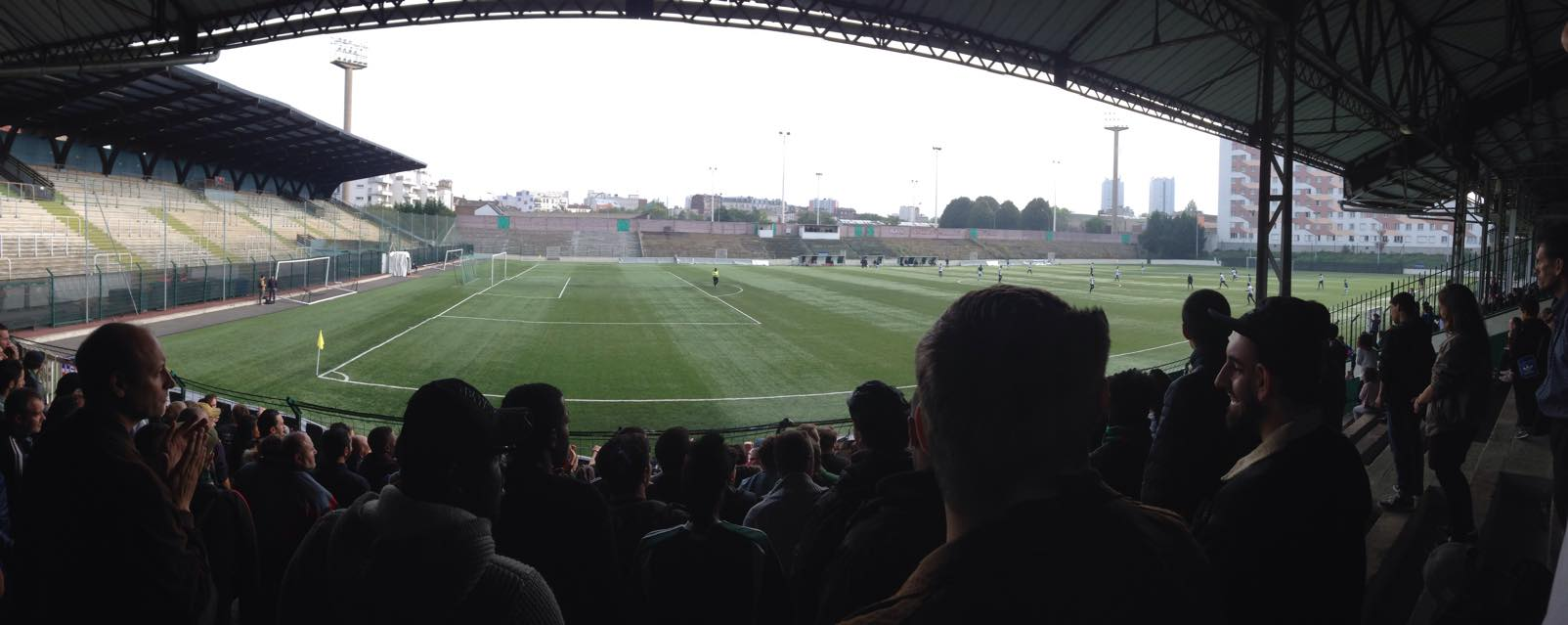
Vue générale du stade Bauer depuis la tribune d'honneur Ouest « Rino ».

Le 18 mai 2021, l'enceinte est vendue par la ville de Saint-Ouen-sur-Seine au Groupe Réalités pour une cure de jouvence. Les travaux de reconstruction devraient permettre au Stade Bauer d'être en phase avec les ambitions sportives du Red Star en cas de promotion en Ligue 2.
En janvier 2024, une nouvelle tribune Est du stade est inaugurée,. Cette dernière peut accueillir 4 794 spectateurs. Après la nouvelle tribune Sud doté de 834 places, deux des quatre tribunes du stade Bauer sont rénovées et portent la capacité du stade à 5 600 places. Le promoteur Réalités lance officiellement par la même occasion les travaux de la « Bauer Box », un ensemble d'habitations attenant à la future tribune Nord située rue du Docteur Bauer, ainsi que ceux de la future tribune d'honneur Ouest. L'insertion du stade dans la ville s'en trouve encore renforcée.

## Influence culturelle
En plus d'être l'un des plus vieux stade de France, l'histoire commune avec le Red Star Football Club (anciennement nommé Red Star 93) est d'une importance primordiale pour ses supporters, pour la ville de Saint-Ouen-sur-Seine et plus généralement dans l'histoire du football populaire,. Le club fondé en 1897 par Jules Rimet, créateur de la Coupe du monde de football, occupe depuis 1909 le Stade auquel son nom est régulièrement associé,. Le Stade fait ainsi partie d'une imagerie de la gauche populaire en raison de l'histoire de ses joueurs et de sa place au cœur de la ceinture rouge de Paris,.
En plus du nom de Stade adopté en hommage au résistant Jean-Claude Bauer, la tribune de supporters première Est (Kop actuel du Red Star FC) est renommée après la seconde Guerre Mondiale tribune Rino Della Negra en hommage à l'ancien joueur du club membre des FTP-MOI de la région parisienne faisant partie du groupe des 23 (panthéonisés en 2024) du Groupe Manouchian-Boczov-Rayman en février 1944. Une plaque en son nom a été installée à l'entrée du stade le 22 février 2004.
Le 8°6 Crew, un groupe de Ska et Skinhead reggae fondé par des supporters du Red Star 93 en 1995 fait de nombreuses références au Stade Bauer notamment en mettant une photo du stade en pochette de l'album "Old Reggae Friend" (2010),.

## Principaux matchs de football joués dans le stade
- Jeux olympiques d'été de 1924

| Date        | Tour            | Équipe 1 | Score    | Équipe 2             |
| ----------- | --------------- | -------- | -------- | -------------------- |
| 27 mai 1924 | 8e de finale    | France   | 7 - 0    | Lettonie             |
| 29 mai 1924 | 8e de finale    | Égypte   | 3 - 0    | Hongrie              |
| 2 juin 1924 | Quart de finale | Pays-Bas | 2 - 1 ap | État libre d'Irlande |

- Équipe de France

| Liste des matchs de l'équipe de France de football disputés au stade de Paris | Liste des matchs de l'équipe de France de football disputés au stade de Paris | Liste des matchs de l'équipe de France de football disputés au stade de Paris | Liste des matchs de l'équipe de France de football disputés au stade de Paris | Liste des matchs de l'équipe de France de football disputés au stade de Paris | Liste des matchs de l'équipe de France de football disputés au stade de Paris | Liste des matchs de l'équipe de France de football disputés au stade de Paris |
| N°                                                                            | Date                                                                          | Match                                                                         | Score                                                                         | Compétition                                                                   | Affluence                                                                     |                                                                               |
| ----------------------------------------------------------------------------- | ----------------------------------------------------------------------------- | ----------------------------------------------------------------------------- | ----------------------------------------------------------------------------- | ----------------------------------------------------------------------------- | ----------------------------------------------------------------------------- | ----------------------------------------------------------------------------- |
| 1                                                                             | 23 mars 1911                                                                  | France - Angleterre amateur                                                   | 0-3                                                                           | Match amical                                                                  | 1 638                                                                         |                                                                               |
| 2                                                                             | 9 avril 1911                                                                  | France - Italie                                                               | 2-2                                                                           | Match amical                                                                  | 1 532                                                                         |                                                                               |
| 3                                                                             | 28 janvier 1912                                                               | France - Belgique                                                             | 1-1                                                                           | Match amical                                                                  | 1 980                                                                         |                                                                               |
| 4                                                                             | 18 février 1912                                                               | France - Suisse                                                               | 4-1                                                                           | Match amical                                                                  | 2 626                                                                         |                                                                               |
| 5                                                                             | 12 janvier 1913                                                               | France - Italie                                                               | 1-0                                                                           | Match amical                                                                  | 3 600                                                                         |                                                                               |
| 6                                                                             | 20 avril 1913                                                                 | France - Luxembourg                                                           | 8-0                                                                           | Match amical                                                                  | 3 000                                                                         |                                                                               |
| 7                                                                             | 8 mars 1914                                                                   | France - Suisse                                                               | 2-2                                                                           | Match amical                                                                  | 4 000                                                                         |                                                                               |
| 8                                                                             | 27 mai 1924                                                                   | France - Lettonie                                                             | 7-0                                                                           | Jeux olympiques 1924 (8e de finale)                                           | 15 000                                                                        |                                                                               |

- Finale de la Coupe de France de football 1940-1941